# Solanum macbridei
Solanum macbridei är en potatisväxtart som beskrevs av Armando Theodoro Hunziker och Lallana. Solanum macbridei ingår i släktet skattor som ingår i familjen potatisväxter. Inga underarter finns listade i Catalogue of Life.